# Sneeuwvlooien
De sneeuwvlooien (Boreidae) vormen een kleine familie van schorpioenvliegachtigen (Mecoptera) van ongeveer dertig soorten. 
De dieren uit deze familie zijn klein (meestal tot 6 millimeter), met vleugelloze vrouwtjes en mannetjes met vleugelstompjes (die bij de paring gebruikt worden), winteractief, en de larven leven van mossen.
DNA-onderzoek uit 2002 laat zien dat vlooien (orde Siphonaptera) uit de sneeuwvlooien zijn voortgekomen en daaraan zeer verwant zijn. Dit maakt de orde Mecoptera parafyletisch.

## Geslachten
De familie omvat de volgende geslachten:
- Boreus
- Caurinus
- Hesperoboreus